# Кастеллаваццо
Кастеллаваццо (італ. Castellavazzo, вен. Castelavazo) — колишній муніципалітет в Італії, у регіоні Венето, провінція Беллуно. 21 лютого 2014 року Кастеллаваццо приєднано до муніципалітету Лонгароне.
Кастеллаваццо розташоване на відстані близько 490 км на північ від Рима, 95 км на північ від Венеції, 18 км на північ від Беллуно.
Населення — 1607 осіб (2012).

## Демографія
Населення за роками:

Станом на 31 грудня 2010 року в муніципалітеті офіційно проживали 122 іноземці з 18 країн, серед них 7 громадян країн Євросоюзу та 1 громадянин України.

## Сусідні муніципалітети
- Ерто-е-Кассо
- Валь-ді-Цольдо
- Лонгароне
- Оспітале-ді-Кадоре